# Danmarks herrlandslag i volleyboll
Danmarks herrlandslag i volleyboll (danska: Danmarks volleyballlandshold) representerar Danmark i volleyboll på herrsidan. Laget deltog, i egenskap av hemmalag, i Europamästerskapet 2013 och slutade där på 12:e plats.

### Fotnoter
1. ↑  ”1958 Senior European Championships” (på engelska). Confédération Européenne de Volleyball. https://www-old.cev.eu/Competition-Area/competition.aspx?ID=264&PID=570. Läst 18 april 2024.
2. ↑  ”1971 Senior European Championships” (på engelska). Confédération Européenne de Volleyball. https://www-old.cev.eu/Competition-Area/competition.aspx?ID=268&PID=575. Läst 21 oktober 2023.
3. 1 2 3 4 5 6 7 8 9 10 11 12 13 14  ”CEV:s databas”. https://www-old.cev.eu/Competition-Area/CompetitionTeamDetails.aspx?TeamID=11827.
4. ↑  ”2013 CEV VELUX Volleyball European Championship” (på engelska). Confédération Européenne de Volleyball. https://www-old.cev.eu/Competition-Area/competition.aspx?ID=559&PID=-2. Läst 24 februari 2024.
5. ↑  ”2014 CEV Volleyball European League - Men” (på engelska). Confédération Européenne de Volleyball. https://www-old.cev.eu/Competition-Area/competition.aspx?ID=705&PID=-2. Läst 18 november 2023.
6. ↑  ”2017 CEV Volleyball European League - Men” (på engelska). Confédération Européenne de Volleyball. https://www-old.cev.eu/Competition-Area/competition.aspx?ID=988&PID=-2. Läst 21 oktober 2023.
7. ↑  ”2019 CEV Volleyball European Silver League - Men” (på engelska). Confédération Européenne de Volleyball. https://www-old.cev.eu/Competition-Area/competition.aspx?ID=1160&PID=-2. Läst 14 november 2023.
8. ↑  ”CEV Volleyball European Silver League 2021  -  Men” (på engelska). Confédération Européenne de Volleyball. https://www-old.cev.eu/Competition-Area/competition.aspx?ID=1298&PID=-2. Läst 6 juni 2025.
9. ↑  ”CEV EuroVolley 2023” (på engelska). Confédération Européenne de Volleyball. https://eurovolley.cev.eu/en/2023/men/. Läst 27 februari 2024.
10. ↑  Senaste tillfället då någon kontrollerade att de inmatade tabelluppgifterna stämmer. Uppgifter kan ha matats in senare utan att kontrolleras av någon annan
11. ↑  Todor Krastev (6 juni 2013). ”Men Volleyball XXVIII European Championship 2013 Denmark, Poland 20-28.09 - Winner Russia.” (på engelska). Sport Statistics. Arkiverad från originalet den 23 september 2013. https://web.archive.org/web/20130923082220/http://www.todor66.com/volleyball/Europe/Men_2013.html. Läst 26 juni 2015.